# Sân bay Ngoại Sa Sán Đầu
Sân bay Sán Đầu là một sân bay ở Sán Đầu, Quảng Đông, Trung Quốc (IATA: SWA, ICAO: ZGOW). Sân bay này sẽ là căn cứ của People's Liberation Army Air Force vào năm 2011, không còn là sân bay vận chuyển hàng hóa khi Sân bay Sán Đầu Yết Dương hoàn thành.

## Các hãng hàng không và các tuyến điểm
In đậm là các tuyến bay quốc tế.
| Hãng hàng không         | Các điểm đến |
| ----------------------- | --- |
| Air China               | Bắc Kinh - Thủ đô, Thành Đô, Singapore |
| China Eastern Airlines  | Hàng Châu, Nam Kinh, Thượng Hải-Hồng Kiều |
| China Southern Airlines | Bangkok-Suvarnabhumi, Bắc Kinh-Thủ đô, Trường Sa, Thành Đô, Quảng Châu, Quế Lâm,Hong Kong, Nam Ninh, Ninh Ba, Thượng Hải-Hồng Kiều,Singapore, Vũ Hán, Yiwu |
| Hainan Airlines         | Hải Khẩu |
| Hong Kong Airlines      | Hong Kong |
| Jetstar Asia Airways    | Singapore |
| Kunpeng Airlines        | Nam Xương, Trịnh Châu |
| Shanghai Airlines       | Thượng Hải-Hồng Kiều, Trạm Giang |
| Shenzhen Airlines       | Nam Xương, Trịnh Châu |
| Spring Airlines         | Thượng Hải-Hồng Kiều |
| Tianjin Airlines        | Hải Khẩu, Hàng Châu |